# Ancoracysta twista
Az Ancoracysta twista a Procryptobia sorokinival táplálkozó, korábbi feltételezések szerint a Haptistával rokon eukarióta egysejtű. A faj jelzője (twista) az élőlény forgására utal. Természetes élőhelye ismeretlen.

## Leírás
Az Ancoracysta twistát 2017 novemberében írták le a Current Biologyban. Egy trópusi akváriumban lévő agykorallmintában találták meg. A Procryptobia sorokinival táplálkozik, feltehetően azt korábban ismeretlen extruszómafajtával, az ankoracisztával mozdulatlanná téve.
Genetikai elemzések szerint nem kapcsolódik korábban ismert csoporthoz, de legközelebbi rokonai feltehetően a Haptophyta és a Centroplasthelida (Haptista) egy csoportjához tartoznak. Mitokondriális genomja 47 gént tartalmaz, ezzel a Jakobida és a Diphylleia rotans után az egyik legnagyobb ismert mitokondriális genom. A sejtmagban kódolt III-as típusú holocitokróm c-szintáz-rendszer és a mitokondriumban kódolt bakteriális I-es típusú citokróm c-érési rendszer is jelen van benne.
1 emésztő űröcskéje van.

## Taxonómia
Cavalier-Smith, Chao és Lewis egyik 2018-as tanulmányában az Ancoracysta twistát új altörzsbe és alsóbb taxonómiai csoportokba helyezték. A Colponema marisrubriról Mylnikov és Tikhonenkov 2009-ben kimutatták, hogy ultrastrukturális hasonlóságot és filogenetikai rokonságot mutat az A. twistával, így új neve Ancoracysta marisrubri lett. Később kiderült, hogy az A. twistától elég távol áll filogenetikailag az új nemzetséghez, így Nebulomonas marisrubrira nevezték át.
Egy 2022-es tanulmány az A. twistát az új Provora szupercsoportba helyezte, mely más Diaphoretickes-szupercsoportok, például a Haptista közeli rokona, de utóbbinak nem része.

## Fordítás
- Ez a szócikk részben vagy egészben  az   Ancoracysta című angol Wikipédia-szócikk ezen változatának fordításán alapul.  Az eredeti cikk szerkesztőit annak laptörténete sorolja fel. Ez a jelzés csupán a megfogalmazás eredetét és a szerzői jogokat jelzi, nem szolgál a cikkben szereplő információk forrásmegjelöléseként.